# Csemegi József
Csemegi József (Budapest, 1909. október 30. – Budapest, 1963. február 22.) építészmérnök, építésztörténész, művészettörténész, régész, főiskolai tanár.

## Élete
Apja id. Csemegi József (1882–1956) építész volt.
1932-ben végzett a József Nádor Műegyetemen, majd a Hekler Antal vezette művészettörténeti tanszéken tanult tovább. 1932-1945 között régészeti kutató, a zsámbéki kolostor, valamint az egri várszékesegyház feltárója. 1945-től végezte az ostromban lerombolt Várnegyed helyreállítási munkáját és a budavári műemlékek tudományos és műszaki feldolgozását. 1950-től a Budapesti Tudományegyetemen és az Iparművészeti Főiskolán középkori építészeti előadásokat tartott. 1951-től a Budapesti Műszaki Egyetemen docens lett, 1953-ban az Iparművészeti Főiskolán építészettörténeti tanszékvezető tanár. 1957-től a műszaki tudományok kandidátusa. 1959-től a Budapesti Városépítési Tervező Vállalat keretében folytatott műemlékvédelmi tevékenységet, majd az 1960-tól haláláig az Országos Műemléki Felügyelőség igazgatási osztályának vezetője. Munkája közben betegedett meg, és rövid kórházi ellátás után elhunyt.
A Művészettörténet című kiadvány szerkesztője. A műemlékvédelem terén több jelentős, elsősorban középkori épület és -maradvány feltárásán és helyreállításán dolgozott, többek között a budavári Magdolna-templom, Domonkos-templom, a margitszigeti ferences romok, a szentendrei plébániatemplom, továbbá számos középkori eredetű lakóház.
A Magyar Mérnök- és Építész-Egyletnek 1936-tól volt tagja.

## Művei
- 1937 Gyöngyösi kalendárium 1937 (tsz. Bártfai László)
- 1937 Szentély-körüljárós csarnok-templomok a középkorban. Budapest
- 1942 A budai császármalom eredete
- 1943 A Stibor család építkezései – Adatok a felvidéki gótikus építészet történetéhez. A Magyar Mérnök és Építész Egylet közlönye 77/1, 1-10. (tsz. Ethey Gyula)
- 1955 A budavári főtemplom középkori építéstörténete. Budapest
- 1958-1961 A gótika művészete I-III. Budapest
- 1961 Közép-európai románkori centrális templomainak építészettörténeti kérdése. Építés- és Közlekedéstudományi Közlemények